# Eriocaulon thysanocephalum
Eriocaulon thysanocephalum är en gräsväxtart som beskrevs av Sylvia Mabel Phillips. Eriocaulon thysanocephalum ingår i släktet Eriocaulon och familjen Eriocaulaceae.
Artens utbredningsområde är Sri Lanka. Inga underarter finns listade i Catalogue of Life.